# Kristin Helberg
Pour les articles homonymes, voir Helberg.
Kristin Helberg, née en 1973 à Heilbronn, est une journaliste allemande, connue notamment comme correspondante de médias occidentaux présente en Syrie.

## Biographie
Elle mène des études à Hambourg et Barcelone, en sciences politiques et en journalisme. De 1995 à 2001, elle travaille à la  NDR, comme journaliste radio. De 2001 à 2008, elle vit à Damas, en Syrie, où elle est longtemps  la seule correspondante occidentale officiellement accréditée. Elle travaille comme journaliste indépendante pour l'ARD, l'ORF, la Radio Suisse DRS et la Télévision Suisse.
Elle est mariée à un médecin syrien. Elle a trois enfants.

## Principales publications
- Brennpunkt Syrien. Einblick in ein verschlossenes Land. Herder, Fribourg-en-Brisgau, 2012,  (ISBN 978-3-451-06544-6). 2. Auflage 2014.
- Verzerrte Sichtweisen. Syrer bei uns. Herder, Fribourg-en-Brisgau, 2016,  (ISBN 978-3-451-31157-4)[3].